# Filipinas en los Juegos Olímpicos de Ámsterdam 1928
Filipinas estuvo representada en los Juegos Olímpicos de Ámsterdam 1928 por cuatro deportistas masculinos que compitieron en dos deportes.

## Medallistas
El equipo olímpico filipino obtuvo las siguientes medallas:
| Nombre            | Deporte  | Competición   |
| ----------------- | -------- | ------------- |
| Oro               |          |               |
| —                 |          |               |
| Plata             |          |               |
| —                 |          |               |
| Bronce            |          |               |
| Teófilo Yldefonso | Natación | 200 m braza M |